# Stephanometra
Genre
Les Stephanometra sont un genre de comatules de la famille des Mariametridae.

## Description et caractéristiques
Ce sont des comatules de taille moyenne, avec un centrodorsal convexe, dans lequel les cirrhes (quelques dizaines, moins de 40) s'implantent autour du pôle aboral. Les brachitaxes sont bien séparés, les ossicules portant des éminences adambulacrales arrondies, parallèles ou obliques par-rapport à l'axe longitudinal, produisant des marges noueuses. Les cirrhes distales présentent une ornementation, allant de la légère carination à l'épine proéminente. Sur le disque central, une ou plusieurs pinnules sont dépourvues de gouttière ambulacraires, et modifiées en piques pointues.
La famille encore discutée des Stephanometridae (groupe frère des Colobometridae) est définie ainsi par Taylor et al. 2023 : 
« Le bord distal des segments de la pinnule orale arrondie en douceur (pas d'épines) ; facettes articulaires d'une ou de quelques pinnules orales complètement plates avec un sillon ambulacraire réduit et peu profond ; petites cavités ligamentaires peu profondes et tissu limité, le tout générant une rigidité et une apparence styliforme des pinnules orales. Au moins certains Colobometridae et Pontiometridae ont des pinnules orales également rigides et épineuses mais diffèrent des Stephanometra par un bord d'épines fortes le long des marges distales et souvent un sillon ambulacraire mieux développé ». 

## Liste des genres
Selon World Register of Marine Species (8 août 2014) :
- Stephanometra indica (Smith, 1876) -- Indo-ouest-Pacifique tropical (0-73 m de profondeur)
- Stephanometra tenuipinna (Hartlaub, 1890) -- Indo-Pacifique des Maldives à la Micronésie (0-48 m de profondeur)

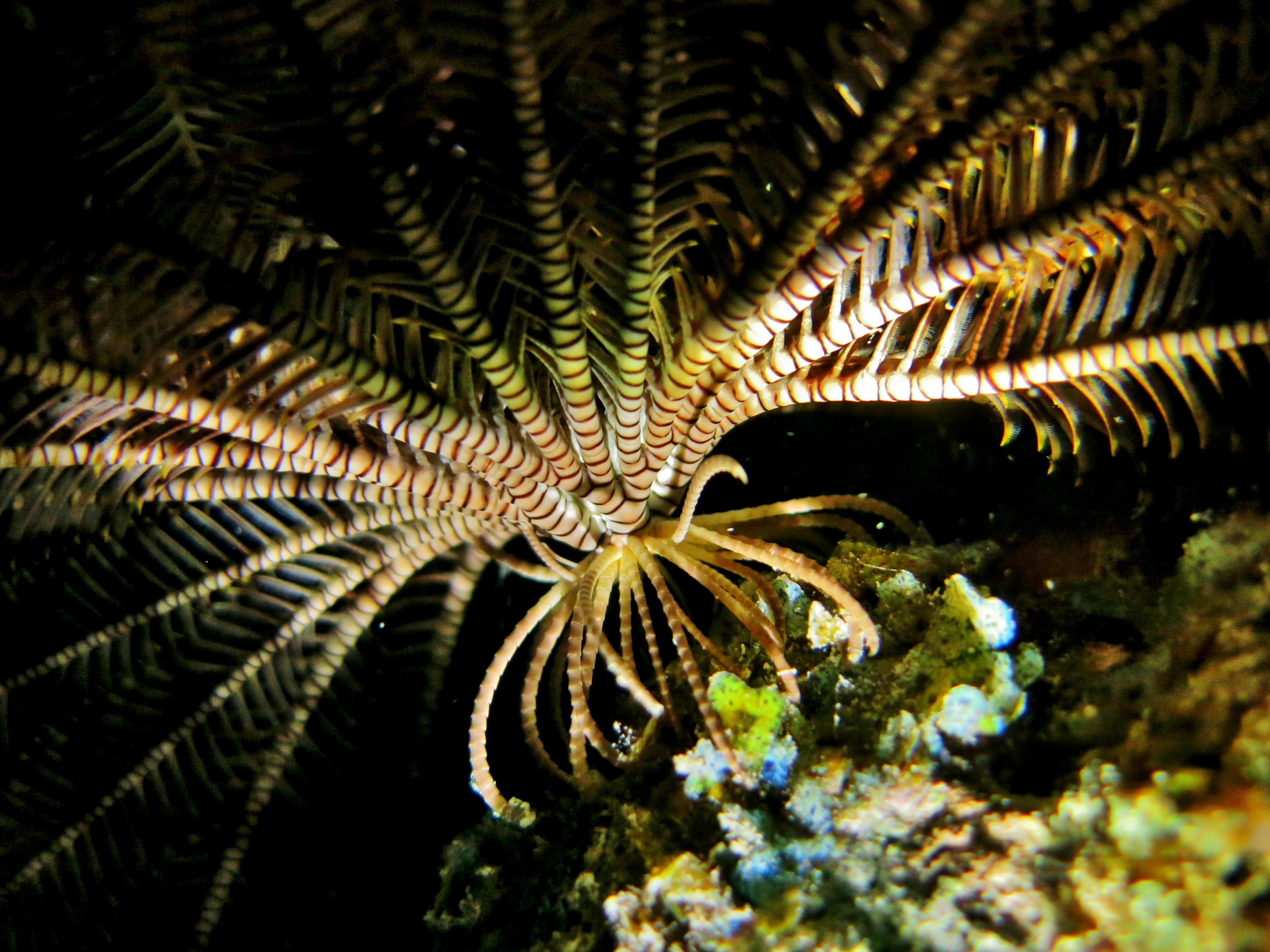
Stephanometra indica aux Maldives.
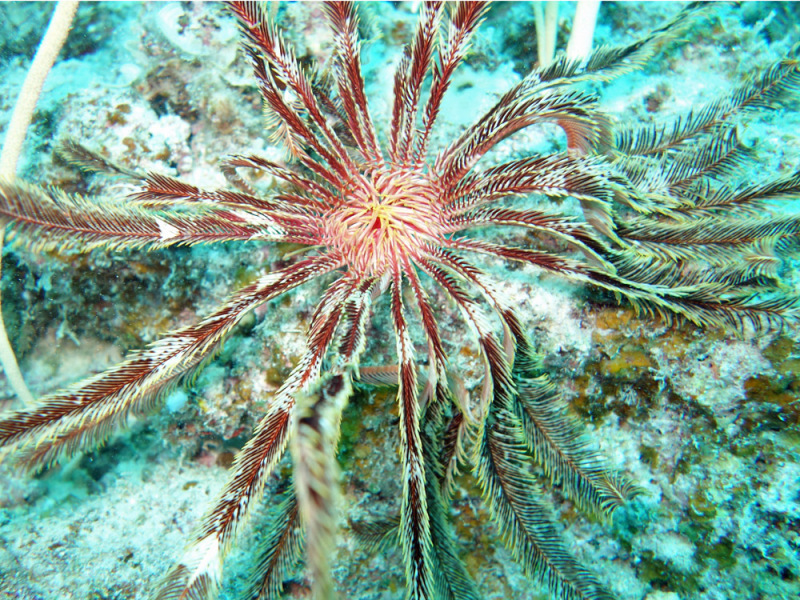
Stephanometra tenuipinna